# محمد بن إبراهيم العمادي
محمد بن إبراهيم بن عبد الرحمن العمادي (1664 - 1723 م) (1075 - 1135 هـ) فقيه حنفي وشاعر عربي شامي. ولد بدمشق في عائلة معروفة. أخذ العلوم الإسلامية عن شقيقه وعلماء عصره. وفي الأدب، برز في مديح نبوي. تصدر للتدريس بالمدرسة السليمانية ثم تولى إفتاء الحنفية سنة 1709. توفي بدمشق ودفن في مقبرة الباب الصغير.

## سيرته
ولد محمد بن إبراهيم بن عبد الرحمن العمادي سنة 1075 هـ/ 1664 م في دمشق عاصمة إيالة دمشق العثمانية. توفي والده وهو في صغير. فنشأ في حجر أخيه علي العمادي المفتي. قرأ القرآن ثم طلب العلوم الإسلامية، فأخذ الحديث عن أبي المواهب الحنبلي، والفقه والنحو والمعاني والبيان عن إبراهيم الفتال وعثمان القطان ونجم الدين الفرضي وعبد الله العجلي. فنال عدة إجازات من مشاهير عصره، منهم: يحيى النايلي الشاوي، وإسماعيل الحائك المفتي، علاء الدين الحصكفي، ومحمد بن سليمان المغربي.

برع في الفنون والعلوم الإسلامية. تولى التدريس بالسليمانية بالميدان الأخضر بعد وفاة أخيه علي، ثم تولى إفتاء الحنفية بدمشق سنة 1121 هـ/ 1709 م. «فباشرها بهمة علية ونفس ملكية ورياسة واكرام وقيام بأمور أهل العلم واهتمام ». من تلامذته هو حامد العمادي.
توفي محمد العمادي سنة 1135 هـ/ 1723 م ودفن بتربة الباب الصغير. ومن أبنائه حامد ولد 1103 هـ/ 1692 م وتوفي سنة 1171 هـ/ 1758 م.

## شعره
«وكان بهي المنظر جميل الهيئة يملأ العين جمالاً والصدر كمالاً بارعاً في النظم والانشاء له الشعر الرائق النضير فإذا نظم خلته العقود وإذا أنشأ زين الطروس بجواهره ووشي وكان معظماً مقبول الشفاعة عند الحكام والوزراء والقضاة وغيرهم وكان سمح اليد سخياً جداً» له نظم رائق. وهو من الشعراء المديح النبوي. من قصيدته نبوية: